# Basil O’Connor

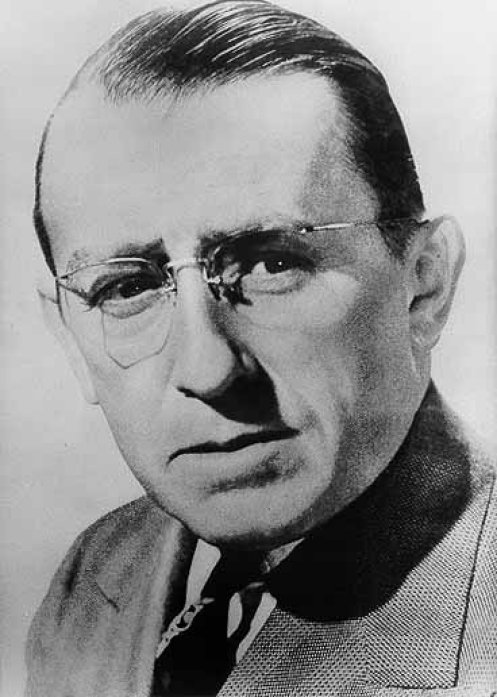
Basil O’Connor

Basil O’Connor (* 8. Januar 1892 in Taunton, Massachusetts; † 9. März 1972 in Phoenix, Arizona) war ein US-amerikanischer Rechtsanwalt und Philanthrop. Zusammen mit US-Präsident Franklin D. Roosevelt gründete er zwei Stiftungen zur Rehabilitation für Polioerkrankte und für die Forschung zur Prävention und Heilung der Poliomyelitis. Von 1944 bis 1949 war er Chairman und Präsident des Amerikanischen Roten Kreuzes und von 1945 bis 1950 Chairman der Liga der Rotkreuz-Gesellschaften.

## Leben

### Rechtsanwalt und Geschäftsmann
Basil O’Connor studierte am Dartmouth College und an der Harvard Law School und erhielt 1915 seine Anwaltszulassung. Er arbeitete dann ein Jahr in New York in der Kanzlei Cravath and Henderson und anschließend drei Jahre für Streeter & Holmes in Boston. 1919 ließ er sich in New York in einer eigenen Kanzlei nieder. Anfang der 1920er Jahre traf er mit Franklin D. Roosevelt zusammen und wurde dessen Rechtsberater. 1924 eröffneten sie eine gemeinsame Kanzlei, die bis zur Wahl von Roosevelt zum US-Präsidenten im Jahr 1933 Bestand hatte. Ab 1934 war O’Connor dann Seniorpartner der Kanzlei O’Connor & Farber. Darüber hinaus war er zeitweise Direktor verschiedener Firmen, so in den 1920er Jahren der New England Fuel Oil Corporation sowie in den 1940er Jahren der American Reserve Insurance Corporation und der West Indies Sugar Corporation.

### Philanthropische Aktivitäten
Franklin D. Roosevelt war seit 1921 an einer Lähmung der Beine erkrankt, die als Poliomyelitis angesehen wurde – nach neueren Forschungen handelte es sich um das damals noch kaum bekannte Guillain-Barré-Syndrom – und die meiste Zeit auf einen Rollstuhl angewiesen. 1926 gründete er zusammen mit Basil O’Connor die Georgia Warm Springs Foundation. Die Stiftung, die nach Roosevelts Tod umbenannt wurde in Roosevelt Warm Springs Institute for Rehabilitation, sammelte Spenden zur Hilfe für an Poliomyelitis erkrankte Menschen. Während Roosevelt selbst anfangs die Präsidentschaft der Stiftung übernahm, sie jedoch nach seiner Wahl zum Gouverneur von New York 1928 an O’Connor abgab, wurde O’Connor mit der Gründung zunächst Schatzmeister. Zehn Jahre später riefen beide die National Foundation for Infantile Paralysis ins Leben, die sich auf die Förderung von Forschung zur Prävention und Therapie der Poliomyelitis konzentrierte. Die Leitung dieser Stiftung übernahm O’Connor. Bekannt wurde die National Foundation unter anderem durch die Spendenaktion March of Dimes, bei der durch eine Radiokampagne die Amerikaner aufgerufen wurden, einen Dime, also zehn US-Cent, zu spenden. Am 12. April 1955 und damit genau zehn Jahre nach dem Tod von Roosevelt gab die National Foundation die Entwicklung eines Polioimpfstoffes durch Jonas Salk bekannt. Seit 1979 trägt die Stiftung selbst den Namen March of Dimes.
Von 1944 bis 1947 übernahm O’Connor auf Vorschlag von Roosevelt zusätzlich das Amt des Chairman des Amerikanischen Roten Kreuzes als Nachfolger von Norman Davis. Er leitete damit die beiden größten gemeinnützigen Organisationen der damaligen Zeit in den Vereinigten Staaten. Von 1947 bis 1949 war er Präsident des Amerikanischen Roten Kreuzes und von 1945 bis 1950 in Nachfolge des Schweizers Johannes von Muralt Chairman der Liga der Rotkreuz-Gesellschaften. Während seiner Amtszeit wurde das National Blood Program (Nationales Blutspendeprogramm) des Amerikanischen Roten Kreuzes eingerichtet. Darüber hinaus waren Programme im Bereich des öffentlichen Gesundheitswesens ein Schwerpunkt seiner Arbeit. Im Amt des Chairman der Liga der Rotkreuz-Gesellschaften folgte ihm der schwedische Jurist Emil Sandström.
Nach seiner Tätigkeit für das Rote Kreuz widmete er sich wieder verstärkt der Arbeit für die beiden Poliomyelitis-Stiftungen, die er bis zu seinem Tod leitete. Seine Arbeit war hinsichtlich des Spendenaufkommens im Vergleich zu anderen Stiftungen außergewöhnlich erfolgreich. So gelang es der National Foundation unter seiner Leitung, 1954 rund 66,9 Millionen US-Dollar zu sammeln, bei einer Zahl von 100.000 Neuerkrankungen. Im Vergleich dazu wurden im gleichen Jahr zur Vorbeugung und Behandlung von Herzerkrankungen 11,3 Millionen US-Dollar gespendet, bei etwa zehn Millionen Erkrankungsfällen. 1958 erhielt O’Connor für seinen Einsatz zur Bekämpfung der Poliomyelitis den Mary Woodard Lasker Award for Public Service der Lasker Foundation.
Folgendes undatierte Zitat stammt wahrscheinlich von Basil O’Connor:
„The world cannot continue to wage war like physical giants and to seek peace like intellectual pygmies.“
„Die Welt kann nicht fortfahren, Kriege zu führen wie körperliche Riesen und Frieden zu suchen wie intellektuelle Zwerge.“